# 淡马锡理工学院
淡马锡理工学院（英文：Temasek Polytechnic；缩写：TP／淡工院；马来语：Politeknik Temasek）是成立于1990年4月6日的一所公立高等教育学府，为新加坡的第三所理工学院。学址位于新加坡东部勿洛蓄水池附近，校园面积约30公顷。学院拥有约15,000名学生和1,200名教工。学院荣获杰出公共服务奖和人类发展奖并通过 SQC, ISO 9001 和 ISO 14000 认证。

## 历史
淡工院属下的淡马锡设计学院，前身是著名的巴哈鲁丁职业专科学院（Baharuddin Vocational Institute，成立于1965年）－新加坡第一所教导实用美术的专科学校，为广告、时尚和印刷业栽培本地设计师与专门人员，其中商业美术课程最受学生欢迎。目前是新加坡第一间、及目前唯一一间提供时装设计及采购文凭的理工学院。

## 外部連結
- Temasek Polytechnic Homepage （页面存档备份，存于）

1°20′42″N 103°55′47″E / 1.3451°N 103.9296°E